# Werndl von Lehenstein (Adelsgeschlecht)

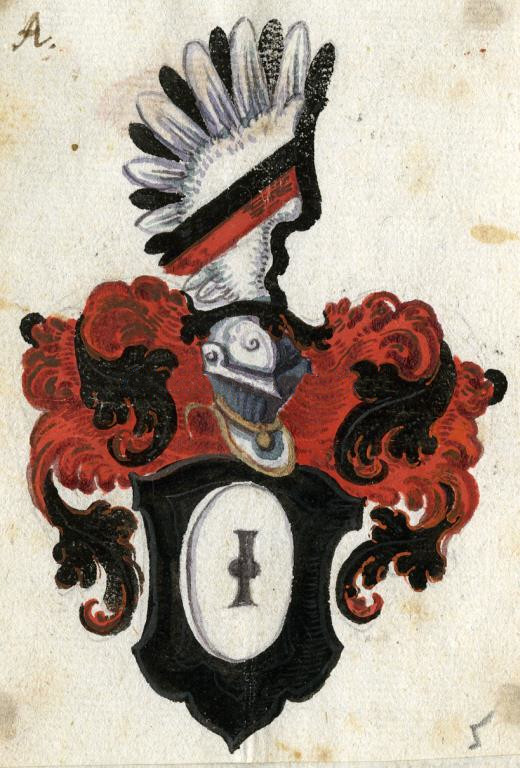
Wappen der Werndl von Lehenstein (1630)

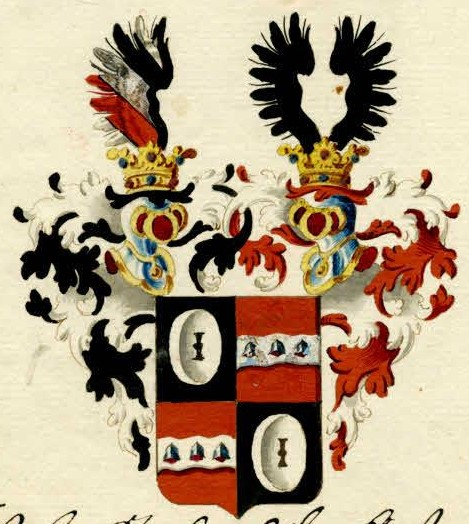
Gemehrtes Wappen der Werndl von Lehenstein (1787)

Werndl von Lehenstein ist der Name eines alten Patriziergeschlechts aus Eger das dort fünf Bürgermeister stellte. 1630 wurde die über Jahrhunderte im Egerland begüterte Familie in den erblichen Reichsritterstand erhoben.  

## Geschichte
Das bis zum Ende des Zweiten Weltkriegs in Eger blühende alte Patriziergeschlecht bewohnte dort ein Hofgebäude am  Marktplatz mit der Hausnummer 473 sowie ein weiteres am Ring mit der Hausnummer 478. Stammschloss war das später als Magazin genutzte Anwesen bei der sogenannten Hafelmühle. Das Geschlecht erscheint erstmals am 30. April 1356 urkundlich mit Nykel Wernher. 1376 erscheint der Bäcker Fritz Werndl als Hausbesitzer in Eger. Erhard Wernher siegelt am 9. Januar 1381 erstmals mit dem Mühlstein-Wappen. In den Losungsbüchern von 1391 bis 1392 stehen die Werl bereits als Ratsherren. 1405 verkaufen die Brüder Erhart II. und Alex I. Werl den Hof Thurn. Die sichere Stammreihe beginnt mit Erhard Wernel (Werndl) (* um 1401, † 1464), der 1448 Bürgermeister war. Er erwarb 1453 das Gut Groß-Lehenstein. Georg Erhart Werndl wurde 1630 von Kaiser Ferdinand III. in den erblichen Ritter-, Lehens- und turniermäßigen Reichsadelsstand erhoben. Georg Erhart Werndl stand zunächst in der Gunst Wallensteins, der 1625 bei ihm wohnte und der ihm für seine Güter Dölitz und Klein-Lehenstein einen Schutzbrief ausstellte. 1632 wurde er Bürgermeister und kaiserlicher Reformationskommissar zur Durchführung der Rekatholisierung.
Johann Adam Werndl von Lehenstein fungierte 1654 als Bürgermeister und kaufte 1663 Klein-Lehenstein. 1683 bekleideten Ignaz Maximilian Werndl und 1708 Johann Joseph Werndl das Amt des Bürgermeisters. Der Bürgermeister Johann Joseph Werndl von Lehenstein († 1737) erbaute 1711 die Kapelle in Klein-Lehenstein und kaufte von seinem Schwiegervater für 30.237 Gulden das Gut Ottengrün bei Albenreuth, sowie 1723 für 21.000 Gulden Groß-Lehenstein, das bereits zuvor 150 Jahre in Familienbesitz war. 1721 stimmte er dem Beitritt Egers zur pragmatischen Sanktion zu und versuchte 1723 in Prag bei der Krönung und Huldigung Karl VI. zum böhmischen König vergeblich die Selbstständigkeit Egers geltend zu machen. Er war der letzte Bürgermeister von Eger aus der Familie. Dessen Sohn, Johann Ernst Werndl von Lehenstein († 1803) unternahm eine Pilgerreise nach Rom, wo ihm der Ritterorden vom Heiligen Grab verliehen wurde. Am 6. August 1787 erhob ihn Kaiser Joseph II. in Wien mit dem Prädikat „Werndl von Lehenstein auf Lehenstein“ in den Ritterstand und besserte sein Wappen. 1799 verkaufte er Ottengrün und gründete das nach ihm benannte Ernestgrün. Die Familie wurde aufgrund der Beneš-Dekrete nach 1945 aus Böhmen vertrieben.

## Besitzungen
Anfang des 15. Jahrhunderts besaß die Familie im Umland von Eger das Gut Lehenstein, 1539 die Hälfte von Nebanitz, seit 1540 auch das Burglehen Dölitz, 1729 Oberpilmersreuth und 1716 Ottengrün bei Albenreuth. Mitte des 19. Jahrhunderts war noch Groß- und Klein-Lehenstein in Familienbesitz.

## Wappen
- Blasonierung des Wappens von 1630: In Schwarz ein silberner Mühlstein. Auf dem Helm mit schwarz-roten Helmdecken ein geschlossener Flug, vorne silbern mit einem schwarz-rot geteilten Schräglinksbalken belegt, hinten schwarz.
- Blasonierung des Wappens von 1787: Von Schwarz und Rot geviert. Felder 1 und 4 ein silberner Mühlstein, Felder e und 4 ein silberner Wellenbalken, belegt mit drei Stahlhauben. Zwei gekrönte Helme: I. mit schwarz-silbernen Decken ein geschlossener Flug, vorne von Silber, Schwarz, Silber, Rot und Silber viermal schrägrechts geteilt, hinten schwarz; II. mit rot-silbernen Decken ein offener schwarzer Flug.

## Genealogie (Auswahl)
1. Johann Adam auf Dölitz, 1654 Bürgermeister, ⚭ NN Dreßler
  1. Ignaz Max auf Klein-Lehenstein, 1683 Bürgermeister, ⚭ 1677 Maria Junckher
    1. Johann Joseph auf Klein-Lehenstein († 1737), 1708 Bürgermeister, ⚭ 1713 NN Walter von Wallershof
      1. Johann Christoph auf Groß-Lehenstein († 1763)
      2. Johann Nepomuk auf Klein-Lehenstein († 1784)
      3. Johann Ernst auf Ottengrün († 1803), 1787 Ritterstand  
        1. Ernst auf Lehenstein († 1847)
        2. Joseph auf Lehenstein († 1864)

## Persönlichkeiten
- Erhard Werndl von Lehenstein (1932–2020), deutscher Künstler, Gehörlosenpädagoge und Genealoge